# Parafia św. Elżbiety w Jutrosinie
Parafia Świętej Elżbiety w Jutrosinie – rzymskokatolicka parafia w Jutrosinie, należy do dekanatu jutrosińskiego archidiecezji poznańskiej. Została utworzona w XIII wieku. Mieści się przy ulicy Kościuszki.